# Керман (остан)
Керма́н (перс. كرمان — Kermân) — одна з 30 провінцій (останів) Ірану. Розташована на південному сході країни. Столиця — місто Керман. Населення становить 2200000 осіб. Більшість — перси, а також кочові тюркські племена та белуджі.
Міське населення провінції на 1996 становило 52,9 %. Найбільше і найрозвиненіше місто в провінції — Керман, інші великі міста — Сірджан (190 тис.), Рафсанджан (137 тис.), Джірофт (96 тис.), Бам (80 тис.), Зеренда (55 тис.), Шахрі-Бабек (44 тис.), Кехнудж (40 тис.), Бардсір (28 тис.), Андарабад (19 тис.), Махан (17 тис.), Шехдад (15 тис.), Гхалегандж (12 тис.).